# Theo Albrecht
Theodor Paul "Theo" Albrecht, född 28 mars 1922 i Essen, död 24 juli 2010 i Essen, var den nionde rikaste personen i världen med en förmögenhet på 136 miljarder SEK. Tillsammans med brodern Karl grundade Theo den tyska matkedjan Aldi.